# Majlis Pembakuan Bahasa Cina Malaysia
Majlis Pembakuan Bahasa Cina Malaysia is de Maleise naam van een taalorganisatie die gaat over het gebruik van de Chinese taal in Maleisië. Het is gevormd door het ministerie van informatie van de Maleise overheid. Dit om de Chinese schrijf- en spreektaal in het land te standaardiseren. De organisatie bestaat sinds 12 februari 2004.
De huidige voorzitter van de organisatie is Wee Ka Siong.